# U-Men
The U-Men — американський рок-гурт з Сіетлу, який існував з 1981 по 1989 роки. Один з перших сіетлських колективів, що вплинув на звучання гуртів місцевої сцени, надихнувши багато гранджових гуртів, які сталі популярними в дев'яності роки.

## Історія
Засновниками колективу стали Том Прайс (Prune) та його друг Чарлі Раян (Chaz). Прайс раніше грав на бас-гітарі, але вирішив взяти в руки гітару; Раян сів за барабани, хоча раніше ніколи не грав на них. В 1981 році вони вирішили грати хард-рок удвох, та через декілька місяців запросили бас-гітариста Робіна Бучана, що приїхав з Аляски. Вокалістом гурту став Джон Біглі, який раніше ніколи не співав, але був досить харизматичним та «круто виглядав». В 1983 році Бучан залишив гурт, повернувшись до Аляски, а замість нього прийшов більш досвідчений музикант Джим Тілман, який і надав іншим учасникам наснаги зайнятись музикою більш серйозно
The U-Men виступали в Сіетлі протягом декількох років. Їхні перші концерти відбувались в місцевій картинній галереї. Її володар Ларрі Рід почав просувати гурт, і U-Men майже завжди грали «на розігріві» у всіх великих колективів, що приїжджали до Сіетлу. Одним із незабутніх концертів, який «закріпив місце U-Men в пантеоні панк-панку на північному заході», став виступ на фестивалі Bumbershoot в 1985 році. По-перше, музиканти зібрали найбільшу на той час аудиторію: замість звичайних кількох сотень глядачів, на них дивилось близько 16 тисяч людей. По-друге, музиканти вирішили розіграти публіку та заздалегідь додали до басейну горючу рідину, а під час останньої пісні підпалили її солом'яною мітлою, і трохи не спалили всю сцену.
В 1984 році гурт записав однойменний мініальбом із чотирма піснями на лейблі Bombshelter Records (видавцем став Брюс Певітт, надалі — один зі співзасновників Sub Pop). Слідом за цим їхні пісні потрапили до дебютної збірки нещодавно створеного лейбла C/Z Records, яка була записана в 1985 році. Певітт познайомив музикантів з Джерардом Кослоєм з більш відомого лейбла Homestead Records, який працював з Foetus, Ніком Кейвом, Sonic Youth та Big Black. Другий мініальбом The U-Men Stop Spinning вийшов на Homestead Records, тому гурт сподівався отримати більшу популярність за межами рідного міста.
В 1987 році гурт випустив сингл Solid Action і багато гастролював. Музиканти придбали шкільний автобус та їздили по країні. Вони намагались стати великими зірками, проте гастрольна діяльність видалась не дуже успішною через брак досвіду. Деякі шоу скасовувались, а в Остіні їм довелось залишитись на місяць заради всього двох концертів. Місцеві колективи чудово ставились до гостей з Сіетлу, а гурти Hickoids, Scratch Acid та Butthole Surfers навіть організували благодійний виступ, щоб зібрати для U-Men кошти на бензин. «Вони віддали нам гроші та сказали: „А тепер їдьте додому. Побачимось наступним разом“» — згадував Чарлі Раян. Врешті решт, через фінансові труднощі в 1986 році колектив залишив Джим Тілман. Прайс та Раян не стали шукати заміну, а приєднались до іншої місцевого рок-гурту Cat Butt, заснованої роуді U-Men Девідом Дуетом.
Влітку 1987 року засновникам The U-Men вдалось домовитись з бас-гітаристом Томом Хейзелмайером, щоб він приєднався до колективу, і гурт повернувся до активної роботи. Разом вони написали новий матеріал, який увійшов до першого лонгплею гурту Step on a Bug, виданого на власному лейблі Хейзелмайера. Пізніше виявилось, що повноформатна платівка стала єдиною для The U-Men. Вони ще випустили сингл Freezebomb, після чого Хейзелмайер залишив гурт, і навіть його заміна на Тоні Ренсома не врятувала колектив від розпуску.
Колишні учасники The U-Men продовжили свою кар'єру в інших гуртах. Прайс грав у гуртах Gas Huffer та Monkeywrench, Біглі та Раян — в The Crows. В 1997 році пісня «Dig It a Hole» потрапила до саундтреку до документального фільму «Hype!», а через декілька років вийшла компіляція The U-Men Solid Action. Нарешті, у 2017 році лейбл Sub Pop перевипустив на збірці U-Men всі пісні гурту, які заново звів Джек Ендіно, додавши декілька невиданих раніше пісень.

## Музичний стиль
Музика The U-Men поєднувала одразу декілька стилів, зокрема, елементи творчості місцевих гаражних рокерів The Sonics, Лінка Рея, артрокерів Pere Ubu, експериментального музиканта Капітана Біфхарта, гуртів The Birthday Party, Gang of Four та Public Image Ltd. Марк Арм (Mudhoney) називав їх «безспірними королями андеграунду» з 1983 по 1987 роки, «авангардними гаражними рокерами», чиї виступи приваблювали максимально широку підпільну аудиторію — представників різних субкультур, від готів до скейт-панків, та просто випадкових слухачів. «Я не впевнений, чому саме так сталося, але, здається, у нас було щось, що люди з різним музичним середовищем могли впізнати та зачепитися» — згадував гітарист The U-Men Том Прайс.
Оглядач музичного сайту Pitchfork Роберт Хем назвав The U-Men ключовим елементом, що поєднав ранню рок-сцену Сіетла (The Sonics, The Wailers) із «комерційним вибухом» 1990-х років (Nirvana, Pearl Jam, Soundgarden). Колектив дуже швидко знайшов власну «формулу», яка була створена на основі любові до панку та постпанку, та дотримувався її упродовж всієї недовгої кар'єри. Основу звучання задавав гітаріст Том Прайс, натхненний творчістю Пойзон Айві (The Cramps) та Тома Хермана (Pere Ubu), проте в центрі уваги знаходився вокаліст Джон Біглі, який хоча і не володів досконально технікою співу, але вражав своєю емоційністю та «вважав за краще вити, плюватися, заїкатися й голосити, як дика тварина, нарешті випущена з клітки». І хоча The U-Men справедливо вважають одним з колективів, що суттєво вплинули на розвиток гранджу, проте їхня музика була не дуже схожа на «саунд Сіетлу» дев'яностих: в ній було куди більше свінгу, та менше хеві-металу, тому самі музиканти були навіть розчаровані тим напрямком, в якому рухалась сіетльска сцена того часу
В журналі Rolling Stone платівку Step on a Bug додали до списку 50 найкращих гранджових альбомів. Деніел Крепс наголосив, що в піснях Nirvana можна знайти елементи звучання U-Men, а Курт Кобейн називав їхню творчість «класичним артроком», До того ж U-Men вплинули на техаські нойз-рокові гурти Scratch Acid та Butthole Surfers, перший з яких навіть присвятив їм пісню «The O-Men».

## Склад гурту

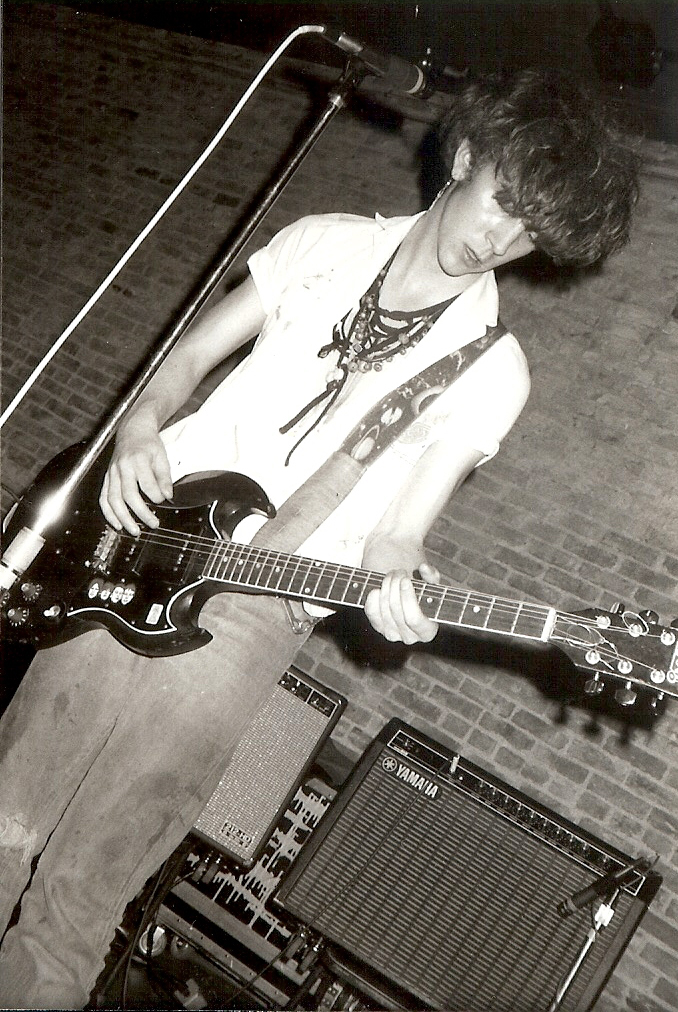
Том Прайс
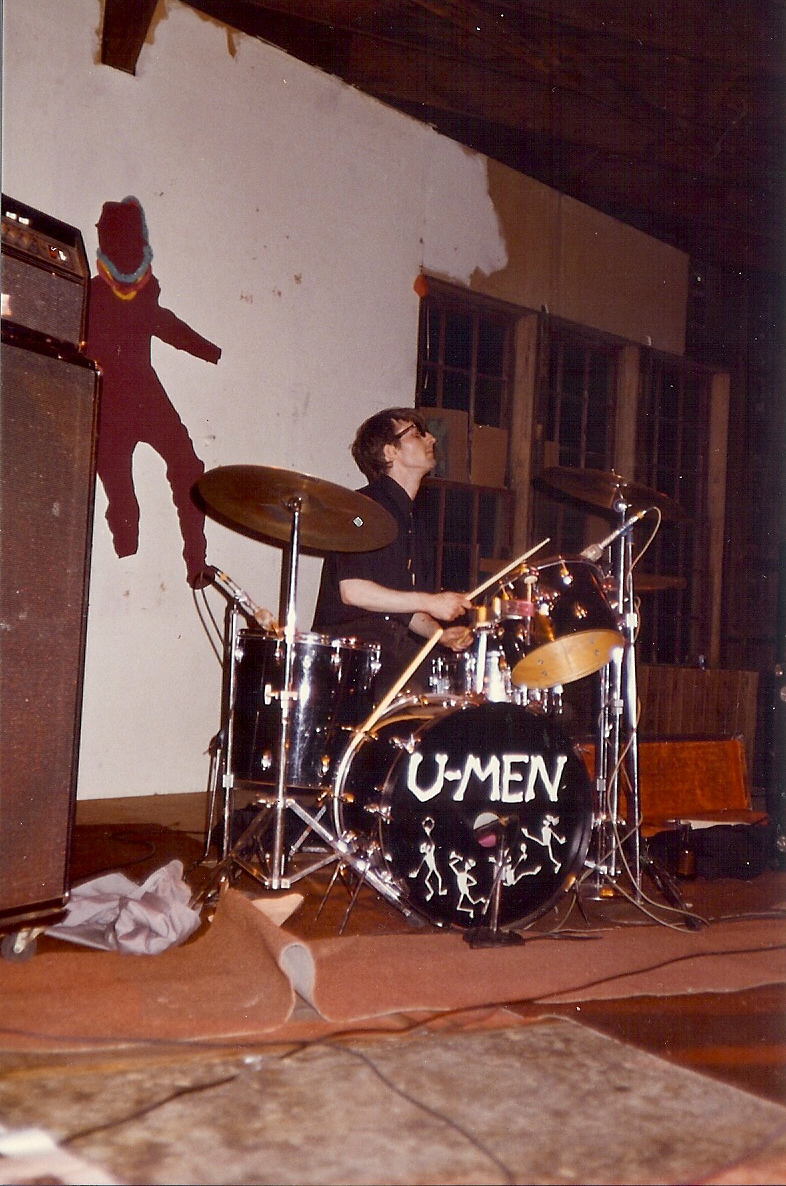
Чарлі Раян
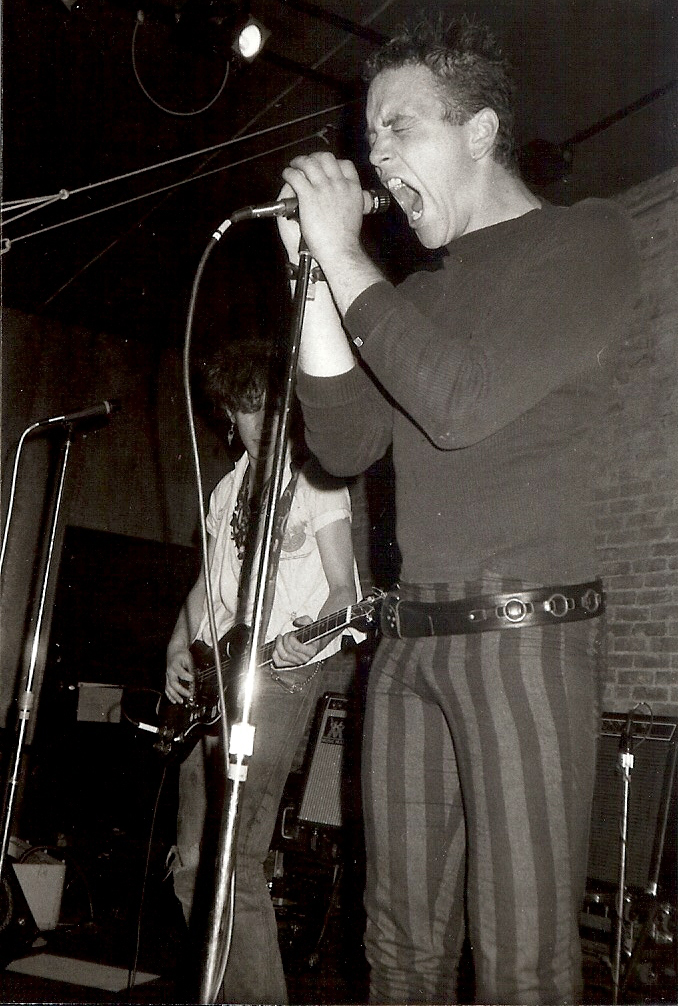
Джон Біглі
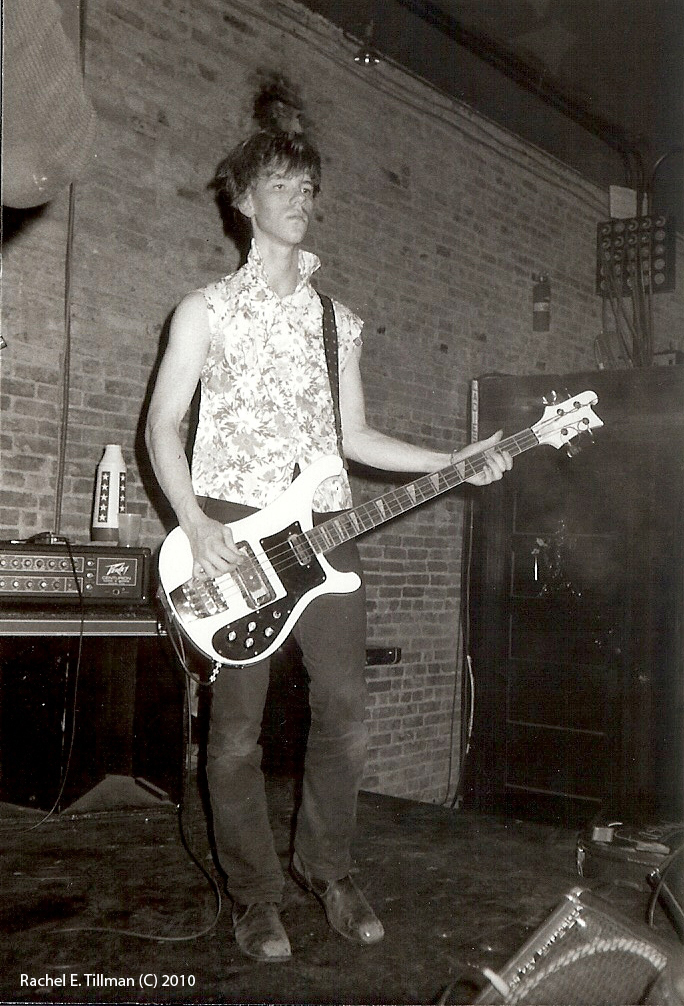
Джим Тілман

- Том Прайс — гітара
- Джон Біглі — вокал
- Чарлі Раян — барабани
- Робін Бучан — бас-гітара (1980—1982)
- Джим Тілман — бас-гітара (1982—1986)
- Том Хейзелмайєр — бас-гітара (1987)
- Тоні Ренсом — бас-гітара (1987—1989)

## Дискографія
Альбоми та сингли
- 1984 — U-Men (EP)
- 1985 — Stop Spinning (EP)
- 1987 — Solid Action / Dig It A Hole (сингл)
- 1988 — Step on a Bug
- 1988 — Freezebomb (сингл)

Збірки
- 1999 — Solid Action
- 2017 — U-Men[7]